# Loxostege decaryalis
Loxostege decaryalis là một loài bướm đêm trong họ Crambidae.